# Сидаков, Азамат Мурадович
Азамат Мурадович Сидаков (род. 29 марта 1983) — российский самбист и дзюдоист, чемпион России по дзюдо, чемпион и призёр чемпионатов России по самбо, призёр Европейских игр 2015 года по самбо, чемпион мира по самбо, мастер спорта России международного класса. Проживает в Ставрополе. Тренировался под руководством М. Папшуова и А. Захаркина. 
Азамат Сидаков завоевал медали Кубка мира в Минске, Гамбурге, Улан-Баторе и Таллине в период с 2006 по 2011 годы. Он был чемпионом России в 2008 году и чемпионом мира среди молодёжи в 2004 году. Он завоевал бронзу на Кубке Европы в Оренбурге в весовой категории до 81 кг.

## Спортивные достижения
- Чемпионат России по дзюдо 2008 года — ;
- Чемпионат России по самбо 2014 года — ;
- Чемпионат России по самбо 2015 года — ;